# Список правителей Марокко
Король Марокко (араб. ملك المغرب‎) — глава государства согласно Конституции Марокко. Марокко — демократическая, социальная и конституционная монархия. Король («Амир Аль-Муминин» (Предводитель Правоверных)), является Верховным Представителем страны и Символом её единства. Он является гарантом непрерывности и преемственности Государства. Будучи Защитником Веры, он гарантирует уважение Конституции. Он является Защитником прав и свобод граждан, общественных групп и организаций. Король является гарантом независимости страны и территориальной целостности Королевства в пределах его законных границ.

## Конституционные права и обязанности
У монарха Марокко неограниченные полномочия. Полномочия премьер-министра номинальные, судебная система развита слабо. Запрещается критически высказываться о монархии, членах королевской семьи, имущественном достоянии короля, а также обсуждать право Марокко на территории Западной Сахары. Личность Короля является священной и неприкосновенной. В соответствии с конституцией страны, король Марокко является религиозным главой государства, а также «высшим представителем нации, символом её общности, гарантом прочности государства». Государственная религия — ислам.
После получения Марокко независимости 2 марта 1956 года во главе государства находился султан. В следующем году в стране появился пост короля.

## Полномочия
Король Марокко:
- является главой государства;
- назначает Премьер-министра страны;
- по рекомендации Премьер-министра назначает новых членов Кабинета министров, если он отправит действующих членов Кабинета в отставку;
- может распустить Правительство по своей инициативе или на основании заявления об отставке;
- возглавляет заседания Кабинета министров;
- имеет право Королевским Указом распустить обе Палаты Парламента или одну из них;
- имеет право обращаться с посланиями к стране и Парламенту. Послания провозглашаются перед обеими Палатами и не подлежат обсуждению;
- является Верховным главнокомандующим Королевских Вооружённых Сил;
- производит назначения на гражданские и военные должности и сохраняет за собой право делегирования таких полномочий;
- уполномочивает послов в иностранные государства и международные организации. Послы иностранных государств и международных организаций должны быть приняты Королём в качестве аккредитованных лиц;
- подписывает и ратифицирует договора;
- возглавляет Высший Судебный Совет, Высший Совет по Образованию и Верховный Совет Государственной Реконструкции и Планирования;
- назначает судей;
- наделён правом помилования;
- в случае угрозы территориальной целостности страны или любых событий, нарушающих работу Конституционных институтов, Король проводит консультации с Председателем Палаты Представителей и Председателем Палаты Советников, а также с Председателем Конституционного Совета, обращается с посланием к нации и после этого имеет право Королевским Указом ввести Чрезвычайное Положение;
- возглавляет заседание Парламента на открытии первой сессии;
- может по своей инициативе предлагать создание комиссии по расследованию;
- правительство страны подотчётно перед Королём;
- имеет право запросить рассмотрение во втором чтении обеими Палатами любого законопроекта или предлагаемого закона;
- после рассмотрения во втором чтении может Королевским Указом вынести на референдум любой законопроект или предлагаемый закон, за исключением тех из внесённых на рассмотрение в новом чтении, которые были приняты или отвергнуты большинством в две трети членов каждой из двух Палат;
- является главой судебной системы страны. Приговоры выносятся и исполняются именем Короля;
- король, Палата Представителей и Палата Советников имеют право инициировать пересмотр Конституции;
- король имеет право выносить предлагаемый им проект пересмотра непосредственно на референдум.

## Наследование престола
Корона Марокко и её конституционные права передаются по наследству от отца к сыну потомкам по прямой мужской линии на основе права первородства наследникам Его Величества Короля Хассана II, за исключением случая, когда Король при жизни назначит наследником другого своего сына вместо старшего. При отсутствии наследников по прямой мужской линии право наследования Трона переходит на тех же условиях ближайшему наследнику мужского пола по косвенной линии.

## Финансирование
Королю предоставляется цивильный лист — сумма на содержание лиц королевской семьи.

## Список правителей Марокко

### Династия Алауитов

#### Султаны
2 марта 1956 года Марокко перестало быть колонией Франции и стало независимым государством.
| Портрет | Имя                                                                                              | Дата рождения   | Дата смерти      | Начало правления | Окончание правления | Примечания |
| ------- | ------------------------------------------------------------------------------------------------ | --------------- | ---------------- | ---------------- | ------------------- | --- |
|         | Али I ар-Рашид Мулай Рашид ибн Шериф على الرشيد                                                  | 1631            | 9 апреля 1672    | 6 июня 1666      | 9 апреля 1672       | сын Шерифа ибн Али |
|         | Исмаил ибн Шериф Мулай Абу-уль Насир Исмаил ас-Самин ибн Рашид مولاي إسماعيل بن الشريف ابن النصر | 1646            | 21 марта 1727    | 9 апреля 1672    | 21 марта 1727       | сын Мухаммад I аш-Шариф; сводный брат предыдущего |
|         | Мулай Ахмед ибн Исмаил                                                                           | 1677            | 5 марта 1729     | 22 марта 1727    | март 1728           | сын Исмаила ибн Шарифа; 1-е правление; отрёкся от престола |
|         | Абдул-Малик                                                                                      | 1696            | 2 марта 1729     | март 1728        | июль 1728           | сын Исмаила ибн Шарифа; отрёкся от престола |
|         | Мулай Ахмед ибн Исмаил                                                                           | 1677            | 5 марта 1729     | июль 1728        | 5 марта 1729        | сын Исмаила ибн Шарифа; 2-е правление |
|         | Абдаллах Мулай Абдаллах                                                                          | 1694            | 10 ноября 1757   | 5 марта 1729     | 28 сентября 1734    | сын Исмаила ибн Шарифа; 1-е правление; отрёкся от престола |
|         | Али II Мулай Али                                                                                 | неизвестно      | апрель 1737      | 28 сентября 1734 | 14 февраля 1736     | сын Исмаила ибн Шарифа; отрёкся от престола |
|         | Абдаллах Мулай Абдаллах                                                                          | 1694            | 10 ноября 1757   | 14 февраля 1736  | 8 августа 1736      | сын Исмаила ибн Шарифа; 2-е правление; отрёкся от престола |
|         | Мохаммед II                                                                                      | 1694            | неизвестно       | 8 августа 1736   | 18 июня 1738        | сын Исмаила ибн Шарифа; отрёкся от престола |
|         | Аль-Мустади                                                                                      | неизвестно      | 1759             | 18 июня 1738     | февраль 1740        | сын Исмаила ибн Шарифа; 1-е правление; отрёкся от престола |
|         | Абдаллах Мулай Абдаллах                                                                          | 1694            | 10 ноября 1757   | февраль 1740     | 13 июня 1741        | сын Исмаила ибн Шарифа; 3-е правление; отрёкся от престола |
|         | Зин аль-Абидин                                                                                   | 1692            | 1762             | 13 июня 1741     | 24 ноября 1741      | сын Исмаил ибн Шарифа; отрёкся от престола |
|         | Абдаллах Мулай Абдаллах                                                                          | 1694            | 10 ноября 1757   | 24 ноября 1741   | 3 февраля 1742      | сын Исмаила ибн Шарифа; 4-е правление; отрёкся от престола |
|         | Аль-Мустади                                                                                      | неизвестно      | 1759             | 3 февраля 1742   | май 1743            | сын Исмаила ибн Шарифа; 2-е правление; отрёкся от престола |
|         | Абдаллах Мулай Абдаллах                                                                          | 1694            | 10 ноября 1757   | май 1743         | июль 1747           | сын Исмаила ибн Шарифа; 5-е правление; отрёкся от престола |
|         | Аль-Мустади                                                                                      | неизвестно      | 1759             | июль 1747        | октябрь 1748        | сын Исмаила ибн Шарифа; 3-е правление; отрёкся от престола |
|         | Абдаллах Мулай Абдаллах                                                                          | 1694            | 10 ноября 1757   | октябрь 1748     | 10 ноября 1757      | сын Исмаила ибн Шарифа; 6-е правление |
|         | Мохаммед III Мохаммед III бен Абдаллах محمد الثالث بن عبد الله                                   | 1710            | 9 апреля 1790    | 10 ноября 1757   | 9 апреля 1790       | сын Абдуллаха Марокканского |
|         | Аль-Язид Аль-Язид бен Мохаммед اليزيد بن محمد                                                    | 1750            | 23 февраля 1792  | 9 апреля 1790    | 23 февраля 1792     | сын Мохаммеда III |
|         | Сулайман Мулай Сулайман бен Мохаммед مولاي سليمان                                                | 1766            | 28 ноября 1822   | 23 февраля 1792  | 28 ноября 1822      | сын Мохаммеда III |
|         | Междуцарствие (28 ноября — 30 ноября 1822)                                                       |                 |                  |                  |                     | |
|         | Абд ар-Рахман Мулай Абул Фадл Абд ар-Рахман бен Хашам ибн Сулейман عبد الرحمان                   | 1778            | 28 августа 1859  | 30 ноября 1822   | 28 августа 1859     | сын Хишама ибн Сулеймана; племянник султана Сулаймана |
|         | Мухаммед IV Сиди Мухаммед IV бен Абд ар-Рахман محمد الرابع                                       | 1803            | 16 сентября 1873 | 28 августа 1859  | 16 сентября 1873    | сын Мулай Абд ар-Рахмана |
|         | Хасан I الحسن الأول بن محمد                                                                      | 1836            | 7 июня 1894      | 16 сентября 1873 | 7 июня 1894         | сын Мухаммеда IV |
|         | Абд аль-Азиз IV Мулай Абд аль-Азиз عبد الحفيظ بن الحسن                                           | 24 февраля 1878 | 10 июня 1943     | 7 июня 1894      | 4 января 1908       | сын Хасана I; отрёкся от престола в 1908 году |
|         | Абд аль-Хафиз Мулай Абд аль-Хафиз ибн аль-Хасан Абд Аль-Хафиз عبد الحفيظ بن الحسن                | 1875            | 4 апреля 1937    | 4 января 1908    | 12 августа 1912     | сын Хасана I; отрёкся от престола в 1912 году |
|         | Мулай Юсуф Юссеф бен Хассан السلطان يوسف بن الحسن                                                | 1882            | 17 ноября 1927   | 13 августа 1912  | 17 ноября 1927      | сын Хасана I |
|         | Мухаммед V Сиди Мухаммед бен Юсуф محمد الخامس                                                    | 10 августа 1909 | 26 февраля 1961  | 17 ноября 1927   | 20 августа 1953     | сын Мулай Юсуфа; 1-е правление |
|         | Мухаммед бен Арафа Мухаммед (VI) бен Арафа محمد بن عرفة                                          | около 1889      | 17 июля 1971     | 20 августа 1953  | 30 октября 1955     | самопровозглашённый султан; наследовавший в 1999 году власть сын Хасана II принял имя Мухаммед VI, ещё раз подчеркнув, что бен Арафа не был легитимным султаном |
|         | Мухаммед V Сиди Мухаммед бен Юсуф محمد الخامس                                                    | 10 августа 1909 | 26 февраля 1961  | 16 ноября 1955   | 14 августа 1957     | сын Мулай Юсуфа; 2-е правление |

#### Короли
Спустя год после провозглашения независимости в стране был учреждён пост Короля.
| Портрет | Имя                                                      | Дата рождения   | Дата смерти      | Начало правления | Окончание правления | Примечания      |
| ------- | -------------------------------------------------------- | --------------- | ---------------- | ---------------- | ------------------- | --------------- |
|         | Мухаммед V Сиди Мухаммед бен Юсуф محمد الخامس            | 10 августа 1909 | 26 февраля 1961  | 14 августа 1957  | 26 февраля 1961     | сын Мулай Юсуфа |
|         | Хасан II Мула́й Хаса́н Ала́уи الحسن بن محمد الثاني          | 9 июля 1929     | 23 июля 1999     | 26 февраля 1961  | 23 июля 1999        | сын предыдущего |
|         | Мухаммед VI Муха́ммед бен аль-Ха́сан محمد السادس بن الحسن, | 21 августа 1963 | Ныне здравствует | 23 июля 1999     | Настоящее время     | сын предыдущего |